# Creative Assembly Sofia
Creative Assembly Sofia (раніше відома як Crytek Black Sea та Black Sea Studios) — болгарська дочірня компанія Creative Assembly, яка займається розробкою відеоігор. Спочатку була заснована як незалежне підприємство, але згодом була придбана німецькою компанією Crytek. Після складної фінансової ситуації в Crytek, підрозділ було виставлено на продаж, і вже в березні 2017 року студія була куплена британською компанією Creative Assembly. На той час в компанії працювало близько 60 співробітників.

## Історія
Black Sea Studios була заснована як незалежна компанія у 2001 році й розташовувалась у місті Софія. 
Найбільш компанія відома грою Knights of Honor, історичною стратегією в реальному часі, що була випущена для Windows у 2004 році, і стратегією WorldShift, яка була випущена у травні 2008 року.
14 липня 2008 року, німецька компанія Crytek, розробник ігор Far Cry і Crysis, анонсувала придбання студії Black Sea Studios та її перейменування в Crytek Black Sea. Виконавчий директор Crytek Авні Єрлі сказав з цього приводу, що Crytek за допомогою цього придбання сподівається продовжити свій стратегічний ріст і розширення. «Black Sea Studios має у своєму складі дуже компетентну й досвідчену групу розробників і буде безперервно розширятися та вдосконалюватися завдяки приєднанню до наших традицій виробництва дуже інноваційних і творчих ігор», — заявив Авні Єрлі.

## Розроблені відеоігри
| Рік випуску | Назва                                     | Платформа         |
| ----------- | ----------------------------------------- | ----------------- |
| 2004        | Knights of Honor                          | Microsoft Windows |
| 2008        | WorldShift                                | Microsoft Windows |
| 2017        | Total War: Rome II – Empire Divided       | Microsoft Windows |
| 2018        | Total War: Rome II – Rise of the Republic | Microsoft Windows |
| 2020        | Total War Saga: Troy                      | Microsoft Windows |